# Arden
Arden je priimek več znanih oseb:
- Elizabeth Arden (1884—1966), kanadsko-ameriška kozmetičarka in modna oblikovalka
- Eve Arden (1908—1990), ameriška igralka
- John Arden (*1930), amariški književnik
- Roy Arden (*1957), kanadski fotograf